# 市道106号 (台湾)
市道106号（しどう106ごう）は、新北市林口区下福里から瑞芳区傑魚里を結ぶ、全長81.981kmで、今の台湾で二番目に長い市道である。

## 通過する自治体
- 新北市
  - 林口区
  - 泰山区
  - 新荘区
  - 板橋区
  - 中和区
  - 新店区
- 台北市
  - 文山区
- 新北市
  - 深坑区
  - 石碇区
  - 平渓区
  - 瑞芳区

## 接続する道路
新北市
- 台15線
- 市道105号
- 県道108号
- 国道1号（インターチェンジ）
- 市道107号
- 台1線
- 台1甲線
- 台3線
- 県道114号
- 市道106号甲線
- 県道111号
- 台9線

台北市
- 国道3号甲線（インターチェンジ）
- 国道3号（インターチェンジ）
- 県道109号
- 市道106号乙線
- 台2線丙線
- 台2線丁線

## 施設
- 中和市総合運動場

## 支線

### 甲線
市道106号甲線（しどう106ごうこうせん）は、新北市新荘区から同市板橋区までを結ぶ全長、6.291kmの台湾の市道である。

#### 通過する自治体
- 新北市
  - 新荘区
  - 板橋区

#### 接続する道路
- 台1線
- 台1線甲線
- 台3線
- 県道114号
- 県道106号
- 台64線（インターチェンジ）
- 国道3号（インターチェンジ）
- 市道106号

### 乙線
市道106号乙線（しどう106ごうおつせん）は、台北市文山区木柵から新北市坪林区までを結ぶ、全長22.514kmの台湾の市道である。

#### 通過する自治体
- 台北市
  - 文山区
- 新北市
  - 深坑区
  - 石碇区
  - 坪林区

#### 接続する道路
台北市
- 国道3号甲線（インターチェンジ）

新北市
- 国道5号（インターチェンジ）
- 市道106号
- 台9線